# Bijan
Pour les articles homonymes, voir Bijan (homonymie).

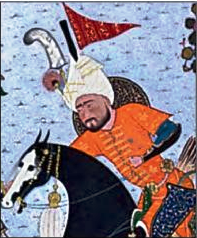

Bijan (en persan : بیژن / Bižan) est un héros du Livre des Rois de Ferdowsi. Il a Guiv pour père et Goudarz et Rostam pour grands-pères. Il tombe amoureux de Manijeh, fille d'Afrassiab.
Il apparait dans presque toutes les histoires de l'épopée héroïque du Livre des Rois.